# Svarta gyl (Almundsryds socken, Småland)
Svarta gyl är en sjö i Tingsryds kommun i Småland och ingår i Mieåns huvudavrinningsområde.